# Ordine dei frati minori

Lo stemma del ministro generale dell'Ordine reca: nel primo quarto, lo stemma francescano ossia la "conformità" in cui appare il braccio di Cristo incrociato con il braccio manicato in marrone di san Francesco e con la croce sullo sfondo, entrambi con le mani mostranti le stimmate, l'"inscindibile patto" tra san Francesco e il Salvatore; nel secondo, un Serafino; nel terzo, le cinque piaghe di Gesù; nel quarto, la Croce di Gerusalemme

L'Ordine dei frati minori (in latino Ordo fratrum minorum) è un istituto religioso maschile di diritto pontificio. I frati di questo ordine mendicante, detti francescani, pospongono al loro nome la sigla O.F.M..
L'ordine deriva da quei gruppi (detti della regolare osservanza) sorti all'interno del primitivo ordine francescano subito dopo la morte del fondatore e caratterizzati dall'aspirazione a una vita più ritirata e da un più rigoroso controllo sull'uso dei beni: entrati in conflitto con i frati che accettavano il possesso comunitario dei beni (detti frati della comunità e poi conventuali) vennero costituiti in ordine autonomo da papa Leone X (bolla Ite vos del 1517).
L'ordine è nato formalmente nel 1897 (bolla Felicitate quadam), a opera di papa Leone XIII, dall'unione delle quattro famiglie in cui erano divisi i frati della regolare osservanza (osservanti, riformati, recolletti, alcantarini): a questi spettava il primato giuridico e la precedenza d'onore (accordata da Leone X e confermata da Leone XIII) sugli altri gruppi del primo ordine francescano (conventuali e cappuccini).

## Storia

### Origini

#### Il fondatore

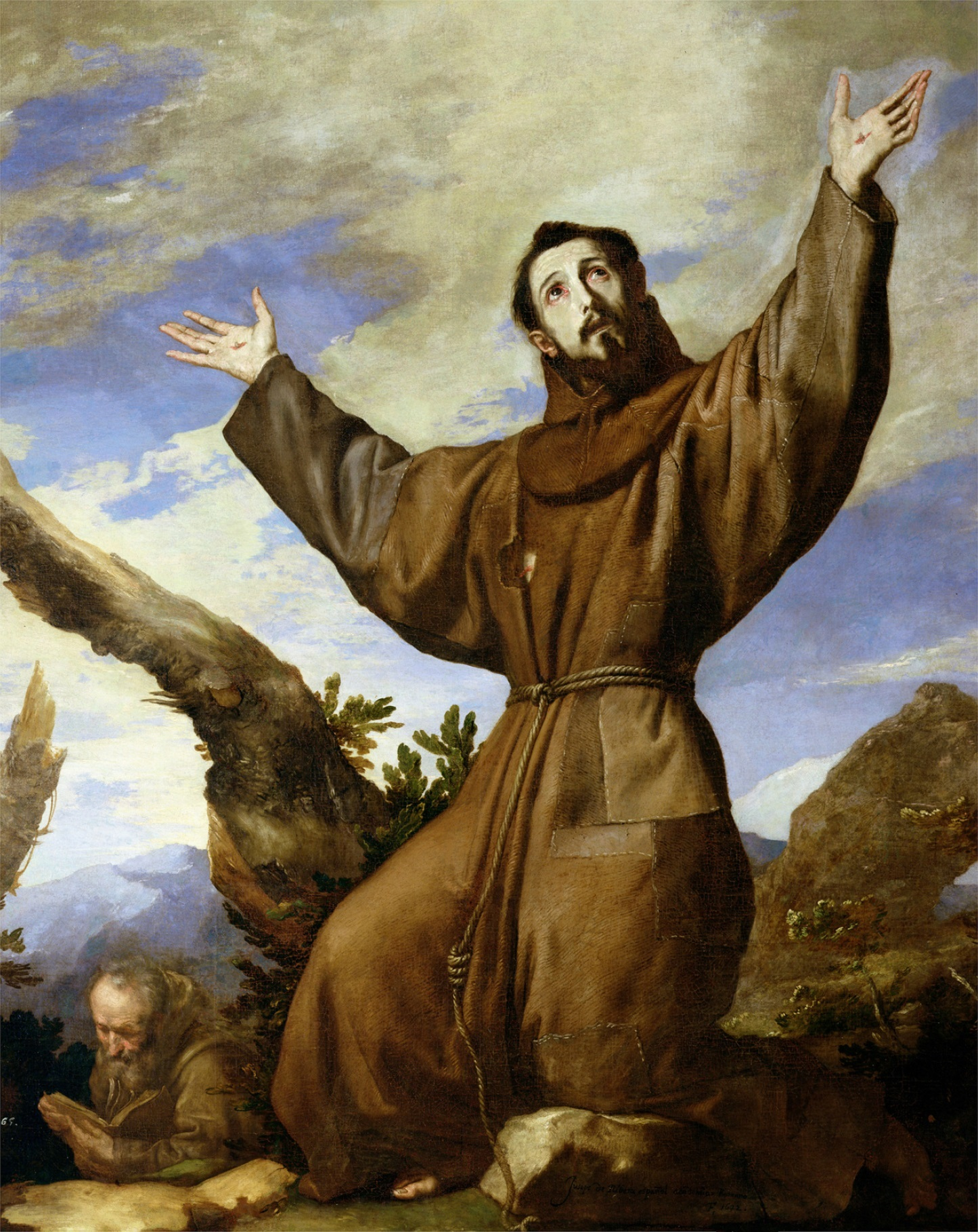
Francesco d'Assisi in un dipinto del de Ribera

Francesco nacque ad Assisi nel 1181 (1182) dal ricco mercante Pietro di Bernardone e da Giovanna, di origine provenzale. Trascorse una giovinezza mondana, partecipando alla guerra tra Assisi e Perugia: prendendo parte alla spedizione delle truppe pontificie contro Gualtiero di Brienne, mentre si recava in Puglia, cadde malato e durante la convalescenza ebbe l'ispirazione di tornare ad Assisi per consacrarsi alla preghiera, alla penitenza e alle opere di misericordia.
Superò gli ostacoli oppostigli dal padre restituendogli, dinanzi al vescovo di Assisi, anche le proprie vesti e visse per alcuni anni come eremita, restaurando le chiese di San Damiano, San Pietro e Santa Maria degli Angeli. Per la festa di San Mattia del 1208, udì il Vangelo sulla missione degli apostoli che lo ispirò ad abbandonare la rigida pratica dell'ascetismo eremitico e a dedicarsi alla diffusione di un messaggio di purezza evangelica attraverso l'esempio di una comunità di discepoli viventi in povertà. Cominciò a predicare raccogliendo i primi discepoli, come Bernardo di Quintavalle, Pietro Cattani ed Egidio d'Assisi. Morì a Santa Maria degli Angeli nel 1226.

#### L'ideale francescano
L'ideale di Francesco e dei suoi compagni era quello dell'imitazione degli apostoli, di "seguire nudi il Cristo nudo" mediante la predicazione itinerante del messaggio evangelico. Il loro annuncio era incentrato sulla povertà vista come essenza della vita evangelica. La predicazione di Francesco e dei suoi compagni trovava sintesi nel motto "pace e bene" annunciato agli uomini di tutte le classi sociali e delle varie fazioni in lotta tra loro, e nell'invito al rinnovamento spirituale, alla conversione e alla penitenza.
Mentre il monachesimo tradizionale imponeva ai religiosi solo la povertà personale e consentiva il possesso collettivo di tesori, terre e rendite, Francesco e i suoi compagni rifiutarono anche la proprietà comune dei beni terreni e scelsero di affidarsi alla provvidenza e di mantenersi mediante il lavoro manuale e la questua; per i primi frati, vivere secondo il Vangelo significava accettare la precarietà economica e condividere la condizione degli ultimi (lebbrosi e vagabondi).
Mentre per i domenicani, sorti negli stessi anni, la povertà era vista come strumento per la lotta all'eresia, per i francescani il rifiuto di beni e potere rappresentava l'opzione fondamentale.
La loro esperienza nacque nello stesso ambiente di forte fermento sociale di altre correnti pauperistiche poi condannate come eretiche dalla Chiesa (i valdesi, gli arnaldisti): condividevano l'aspirazione a far coincidere la vita quotidiana con l'ideale evangelico di povertà e si radicarono negli ambienti popolari e nelle zone urbane, ma Francesco e i suoi seguaci si contraddistinsero per la totale fedeltà alle gerarchie ecclesiastiche.
Oltre che per la mendicità (attività che diede il nome agli ordini sorti nel Duecento) i francescani si caratterizzavano per la sollecitudine verso il prossimo e l'estrema apertura verso il mondo che contraddistingueva il loro apostolato; inoltre, i frati non erano tenuti alla stabilità come i monaci (ovvero, non erano legati a vita a un singolo monastero) ma potevano essere trasferiti da un convento all'altro in base alle esigenze della popolazione locale.

#### La nascita dell'ordine minoritico

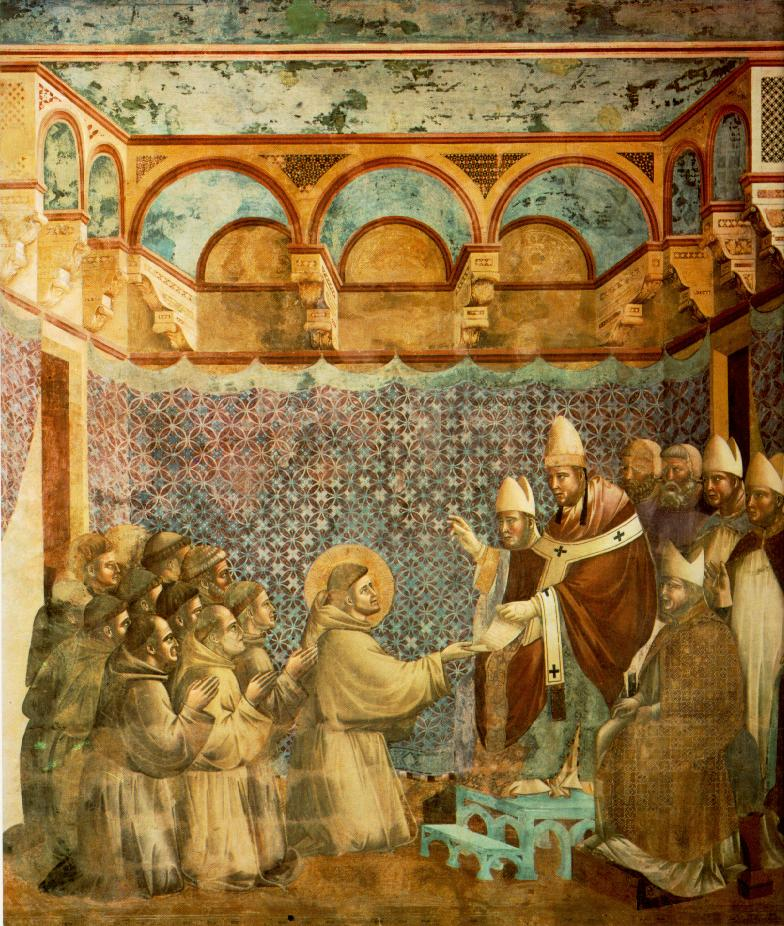
Francesco davanti a papa Innocenzo III: un affresco di Giotto

Nell'aprile 1209 o 1210 papa Innocenzo III ricevette a Roma Francesco d'Assisi e i suoi seguaci, approvò oralmente la loro forma di vita (la Formula vitae o proto-Regola) e diede loro il permesso di predicare la penitenza e di condurre vita comune in povertà.
Tornato ad Assisi, si stabilì con i suoi compagni alla Porziuncola, che divenne il centro del francescanesimo. Ricevette in dono per i suoi frati il monte della Verna. Francesco non aveva ancora in mente di iniziare un nuovo ordine, il che spiega l'indeterminatezza e la precarietà dell'organizzazione canonica delle origini. Il movimento francescano si allargava fino a superare i confini d'Italia. Incominciò allora a raccogliere i suoi frati in capitoli generali alla Porziuncola, per discutere l'organizzazione dell'ordine: il capitolo del 1217 lo suddivise in province (tra il 1217 e il 1219 vennero istituite dodici province, comprendenti case anche in Palestina e Marocco). Ma urgeva una nuova organizzazione dell'ordine, straordinariamente ampliatosi e guardato ora con maggior sospetto dalla curia.
Il capitolo generale del 1219, il cosiddetto capitolo "delle stuoie", codificò gli obblighi dei frati minori ed elaborò una nuova regola, detta Regola prima o non bollata, comprendente ventitré capitoli e ricca di citazioni bibliche e stimoli spirituali. Successivamente il testo, sotto la supervisione di Ugolino dei Conti di Segni, cardinale protettore dell'ordine, venne rielaborato, sensibilmente abbreviato (passò a dodici capitoli) e redatto in formule più giuridiche: la nuova versione, la cosiddetta Regola bollata, venne approvata da papa Onorio III con la bolla Solet annuere del 29 novembre 1223.

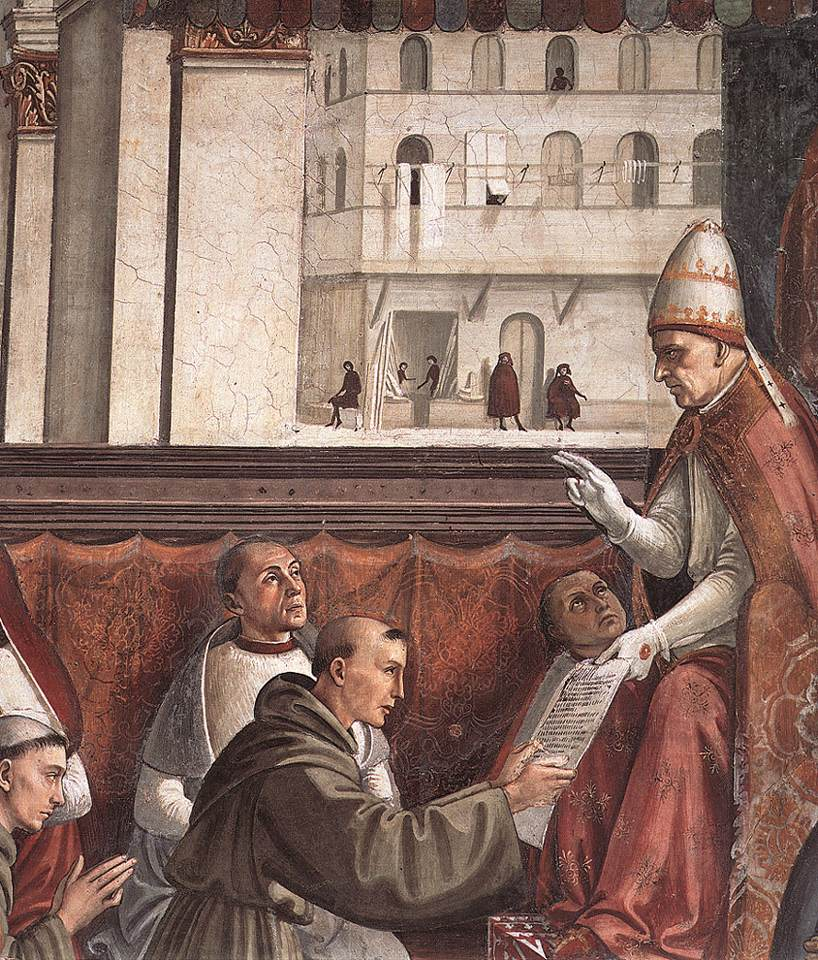
La conferma della regola da parte di papa Onorio III: da un affresco di Domenico Ghirlandaio

Intanto Francesco, aspirando a una vita più ascetica, si staccò dalla guida della sua comunità e l'affidò al vicario Pietro Cattani, al quale successe poco dopo Elia da Cortona. Sentendosi vicino alla fine volle essere trasportato alla Porziuncola dove, fattosi spogliare delle vesti e deporre sulla nuda terra, come segno di suprema povertà, morì nella notte fra il 3 e il 4 ottobre 1226. Prima di morire aveva dettato il proprio testamento nel quale, coerentemente con tutto il suo insegnamento e sentendo intorno a sé prevalere un certo lassismo, insistette sul carattere assoluto della povertà: benché Francesco avesse ordinato che il testamento fosse considerato come supplemento della regola, papa Gregorio IX lo dichiarò non vincolante (bolla Quo elongati del 30 settembre 1230).

#### La "normalizzazione" dell'ordine

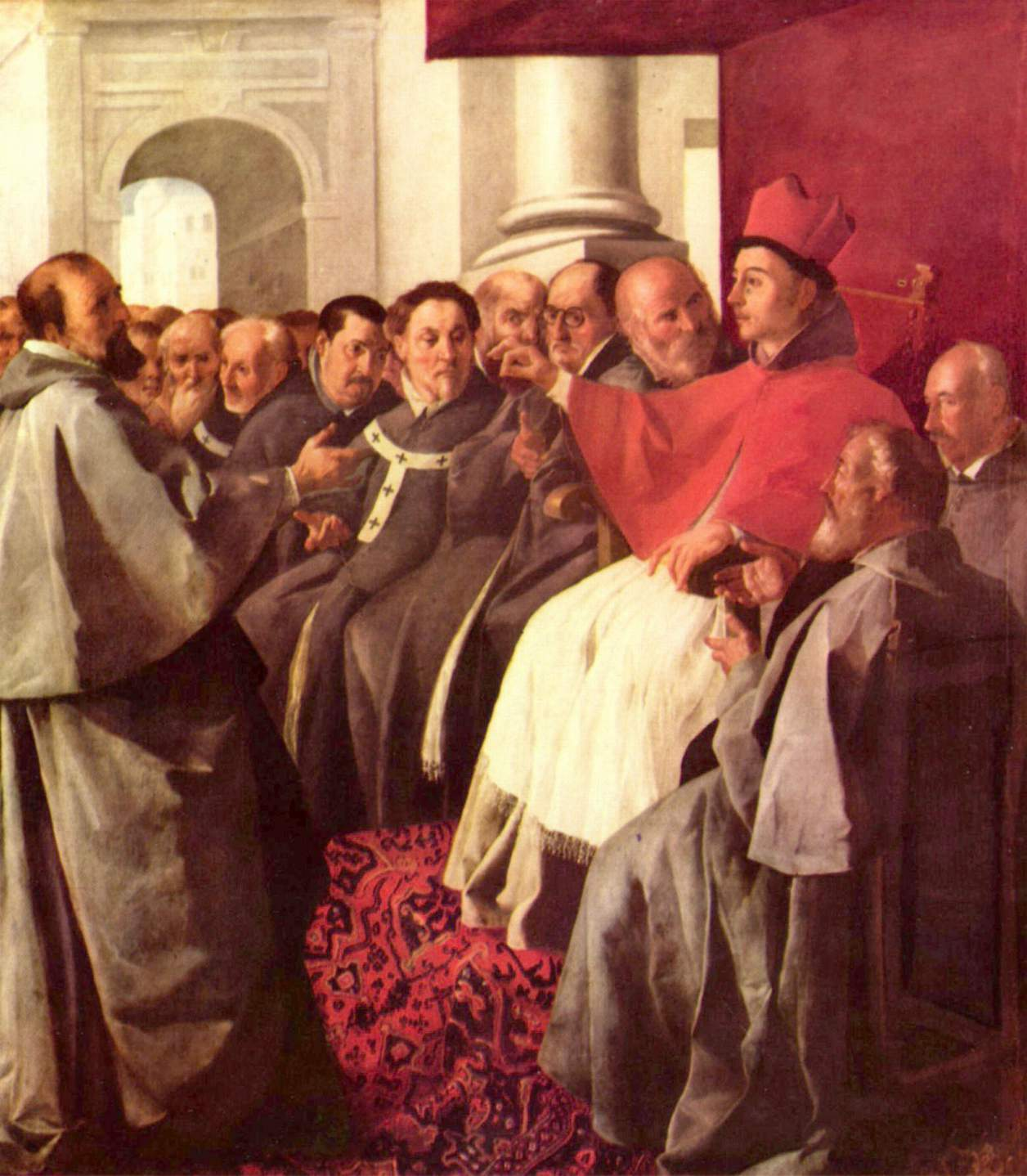
Bonaventura da Bagnoregio al II concilio di Lione: dipinto di Francisco de Zurbarán

Alla morte del fondatore l'ordine minoritico era già straordinariamente diffuso e nei decenni successivi giunsero anche in Irlanda, Scozia, nelle regioni balcaniche e scandinave. La rapida diffusione dell'ordine andava di pari passo con il processo di urbanizzazione in atto nel Duecento. Con la morte di Francesco, l'Ordine dei frati minori dovette affrontare una grave crisi d'identità. L'ordine conobbe una fase di progressiva normalizzazione che portò all'accentuazione del carattere clericale: nel 1239 il ministro generale Elia da Cortona, frate laico, venne fatto deporre da papa Gregorio IX per la sua poco chiara gestione finanziaria dell'ordine finalizzata a completare la basilica di San Francesco ad Assisi; il suo successore Aimone da Faversham, un sacerdote, escluse dal governo dell'ordine i religiosi laici e li confinò a ruoli subalterni. Sotto il suo generalato venne incentivato l'accesso dei frati agli studi teologici ed ebbero grande sviluppo le scuole dell'ordine.
Con la bolla Nimis iniqua del 21 agosto 1231, papa Gregorio IX concesse ai frati minori il privilegio dell'esenzione, svincolando i religiosi dalla giurisdizione dei vescovi diocesani: il provvedimento, in qualche modo, deluse le intenzioni del fondatore, che voleva che i suoi frati fossero "umili e sottomessi a tutti".
La fase evolutiva si concluse con il generalato di Bonaventura da Bagnoregio. Eletto ministro generale nel 1257, redasse una biografia ufficiale di Francesco, che testimonia i crescenti contrasti all'interno dell'ordine, e ordinò la distruzione delle legende più antiche, come quella di Tommaso da Celano: diede particolare risalto all'episodio delle stimmate e ne mise in risalto il significato escatologico. Nel 1260 promulgò le nuove costituzioni dell'ordine, dette Narbonesi.
Sotto Bonaventura lo scopo dell'ordine divenne quello di rispondere alle necessità più urgenti della Chiesa, come la predicazione, le missioni e la lotta all'eresia: per questo i francescani iniziarono ad accettare la dignità episcopale o la carica di inquisitore. La povertà venne interpretata come semplice rinuncia a ogni forma giuridica di proprietà e venne introdotta la nozione di uso in povertà dei beni materiali (i frati erano liberi di utilizzare i beni, ma la loro proprietà veniva devoluta alla Santa Sede: tale dottrina venne approvata da papa Niccolò III, con la bolla Exiit qui seminat del 14 agosto 1279).

### La scuola francescana

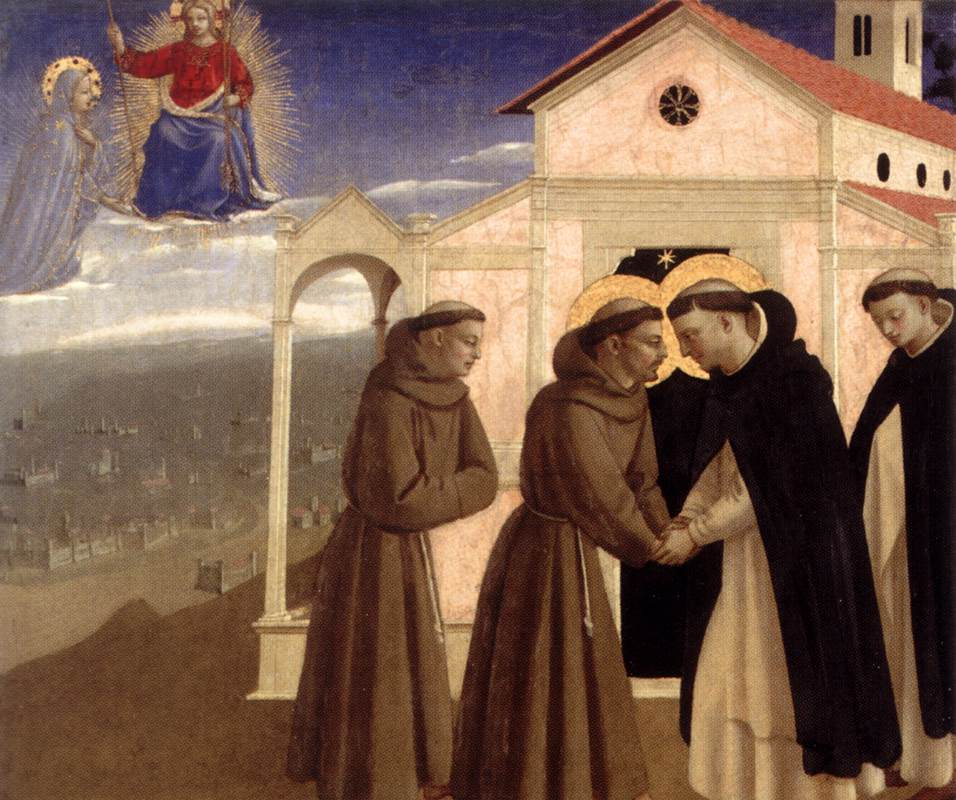
Il confronto tra francescani e domenicani, in un dipinto di Beato Angelico (1429)

Nel frattempo, i francescani stavano dando vita ad una delle scuole filosofiche e teologiche più rinomate del Medioevo. I primi studi ad indirizzo francescano all'interno della scolastica ebbero inizio a partire all'incirca dal 1232, quando un loro esponente, il Doctor Irrefragabilis Alessandro di Hales, venne chiamato alla cattedra di teologia presso l'università di Parigi.
L'ideale francescano, sebbene il suo fondatore non fosse propriamente un filosofo alla maniera dei «dottori», prediligeva la semplicità, il rapporto colla natura, la sperimentazione diretta e l'approccio pratico più che i grandi edifici teorici. Fu per questo che la filosofia francescana si connotò sin dai suoi esordi per la rivalità nei confronti del nascente aristotelismo fatto proprio dai domenicani, a cui contrappose il neoplatonismo ispirato al pensiero di Agostino d'Ippona e di Anselmo d'Aosta, i quali con la loro teologia negativa avevano sottolineato l'aspetto ascetico e ineffabile della dimensione spirituale.
Comune ai filosofi francescani è il primato dell'illuminazione divina, della fede e della grazia, quindi dell'immediatezza del sentimento mistico e contemplativo rispetto alle verità mediate della ragione, sia nel campo della morale che in quello della conoscenza.
La loro ostilità nei confronti di Aristotele, che si inserisce nella diatriba tra francescani e domenicani, fu in ogni caso rivolta alle interpretazioni che ne erano state date da Averroè e Tommaso d'Aquino; per il resto essi ne ricercavano le possibili concordanze con Platone in chiave cristiana.

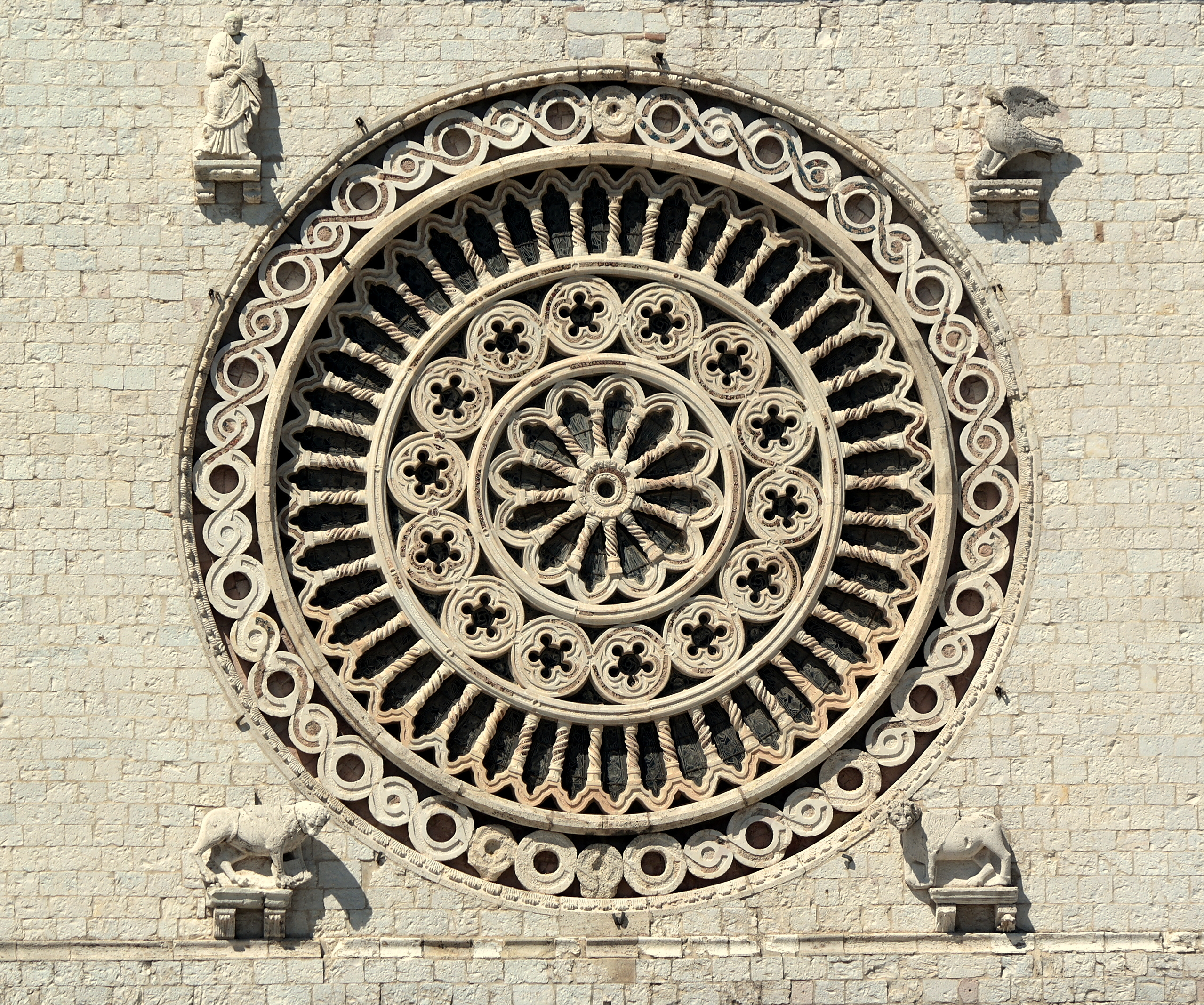
Il rosone della basilica di San Francesco

Due dei più importanti filosofi del francescanesimo, San Bonaventura e Roberto Grossatesta, capofila della scuola di Oxford, esposero in particolare la teoria francescana della «luce», derivante dalla concezione plotiniana e agostiniana del processo di emanazione del mondo dal Dio-Uno, un'immagine della quale fu rappresentata nella decorazione del rosone della basilica di Assisi, quale allegoria dell'irradiazione metafisica divina.
Altri francescani come Matteo d'Acquasparta, Pietro di Giovanni Olivi, Giovanni Peckham, Pietro di Trabes, condivisero fondamentalmente con Bonaventura e Grossatesta l'ilemorfismo universale dell'arabo Avicebron, secondo cui ogni creatura è composta da una «materia prima» e una «forma sostanziale», due elementi unici e onnipresenti che si integrano però in maniera differente e particolare nella gerarchia della scala cosmica: da un lato la materia si fa sempre più rarefatta in prossimità del vertice, costituito dagli angeli, dall'altro la forma riduce progressivamente il proprio livello di attività ai gradini più bassi.
La necessità di coltivare un retroterra culturale in grado di sostenere la competizione con gli eruditi domenicani fu tuttavia all'origine di una crisi crescente all'interno dell'ordine, nel quale si svilupperanno due tendenze: una più conservatrice, facente capo a Bonaventura, rivolta a mantenere un atteggiamento di spontaneità e spiritualità in cui il misticismo e la gnoseologia delle idee platoniche restassero uniti, l'altra più progressista, portata avanti da Duns Scoto e Guglielmo di Occam, che accentuando l'indipendenza della fede dalla ragione si mosse in direzione dello scetticismo e del nominalismo, concentrandosi su uno studio della natura di tipo esclusivamente scientifico.

#### I francescani e l'alchimia

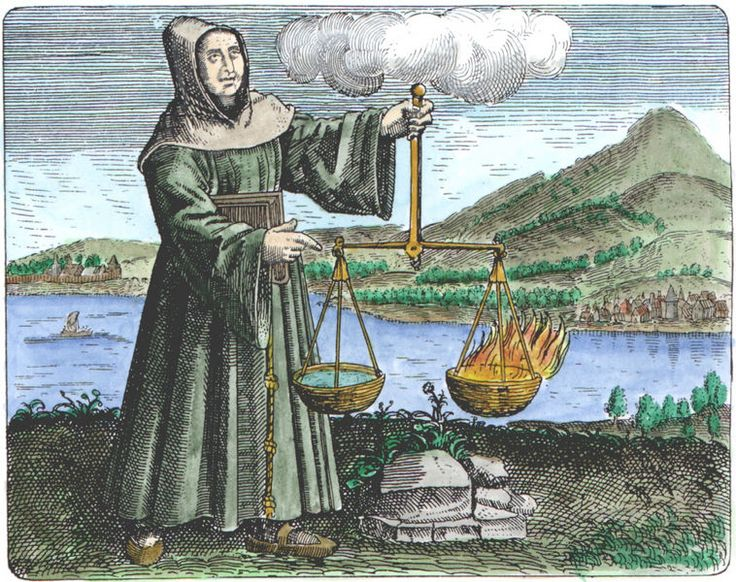
Il francescano Ruggero Bacone che bilancia gli elementi del fuoco e dell'acqua.

Una caratteristica singolare dei filosofi francescani fu inoltre il loro interesse verso l'alchimia, dovuto presumibilmente all'importanza da loro attribuita alla conoscenza di tipo illuminativo, che consentiva di andare oltre gli aspetti apparenti e discorsivi della realtà in favore di un contatto immediato con la natura e i suoi segreti.
Fu così che essi diedero uno dei primi e più significativi impulsi alla diffusione di questa pratica in Occidente, da loro coltivata in spirito di ammirazione per il creato e quindi come una sorta di lode al Creatore.
Già frate Elia, successore di San Francesco alla guida dell'ordine dopo la sua morte, sarebbe stato autore di trattati e di sonetti destinati ad avere notevole fortuna nella tradizione alchemica dei secoli successivi. Altri alchimisti degni di nota furono Bonaventura da Iseo, Paolo di Taranto, e soprattutto Ruggero Bacone, nei quali la caratteristica comune è quella di privilegiare un approccio diretto, non teoretico né speculativo, all'experimentum, cioè alla sperimentazione intesa non solo come contatto fisico ma anche come visione interiore.
L'alchimia francescana si fondava in definitiva su un sapere concreto, con cui venivano destreggiati metalli e minerali, oltre che su una religiosità rivolta alla cura compassionevole dei bisognosi tramite l'uso di erbe e farmaci, che si inseriva nell'ottica di perfezionamento generale della natura verso l'oro.

### Frati della comunità e spirituali

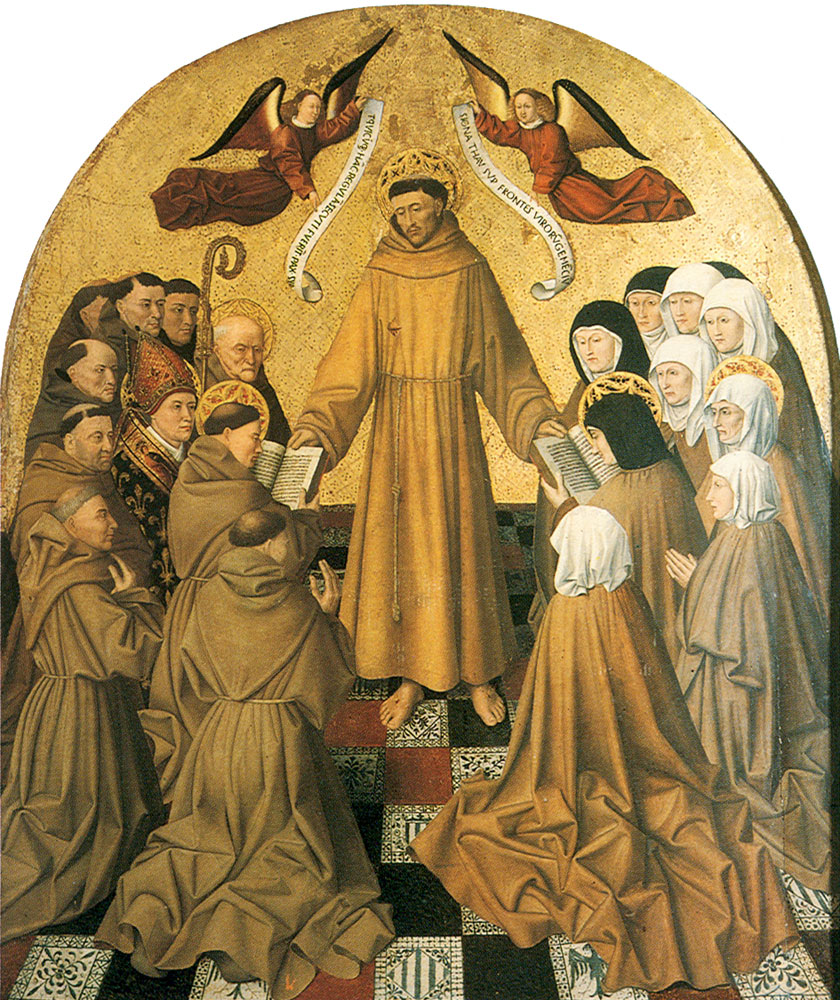
La Consegna della regola francescana, di Colantonio

Durante tutto il Duecento e oltre, all'interno dell'ordine si ebbe un conflitto tra i frati favorevoli ad un'interpretazione più blanda della Regola, in modo da privilegiare lo studio e la predicazione nelle città (i cosiddetti "frati della comunità"), e altri frati più rigoristi che chiedevano il ritorno alla volontà originaria del fondatore e all'interpretazione letterale della Regola, in particolare in materia di povertà: il radicalismo di tale rigore, quando si fuse con le attese apocalittiche attinte dalle opere di Gioacchino da Fiore diede vita al movimento degli Spirituali.
Il primo segnale di questo incontro tra rigorismo francescano e attese apocalittiche si ebbe con il cosiddetto "scandalo del Vangelo Eterno" del 1257, quando il ministro generale Giovanni da Parma, che si era dimostrato favorevole o per lo meno indulgente nei confronti di alcune tesi ecclesiologiche eterodosse, fu deposto dal capitolo del 1257.
A partire dagli anni settanta del XIII secolo gli Spirituali cominciarono a riconoscersi in un vero e proprio movimento, che aveva il suo punto di riferimento dottrinale nel frate occitano Pietro di Giovanni Olivi (che pure non si definì mai "spirituale" nei suoi scritti e non assunse mai posizioni di esplicita rottura né con il papa né con la gerarchia dell'Ordine). Ubertino da Casale e Angelo Clareno furono invece due guide anche a livello organizzativo per gli Spirituali. In particolare i seguaci di Ubertino assunsero un atteggiamento esplicitamente critico verso il papato: il loro movimento ebbe grande diffusione ed esercitò una grande influenza sulla vita religiosa del periodo.
Papa Celestino V, nel 1294, aveva concesso agli spirituali dell'Italia centrale (guidati dai frati Pietro da Macerata, detto frate Liberato, e Angelo Clareno) la facoltà di organizzarsi in un ordine religioso a parte (formalmente una congregazione benedettina), in cui si osservasse alla lettera la regola e il testamento di Francesco e si privilegiasse la vita eremitica. Il gruppo (detto dei "poveri eremiti di Celestino V" o "celestini") venne però rapidamente sciolto da papa Bonifacio VIII con la bolla Olim Coelestinus dell'8 aprile 1295.
Con il pontificato di Bonifacio VIII la questione della povertà iniziò ad aggravarsi: Clemente V confermò ai francescani la facoltà di usare i beni materiali (bolla Exivii de Paradiso del 6 maggio 1312) e Giovanni XXII condannò gli spirituali con le bolle Quorumdam exigit (1317), Sancta Romana (1317, in cui venivano dichiarati eretici con il nome di "fraticelli") e Gloriosam Ecclesiam (1318).

#### Il contrasto con il papa sulla povertà di Cristo e degli apostoli
Condannato come eretico per aver sostenuto la povertà di Cristo e degli apostoli, un begardo si era appellato al papa che aveva istituito una commissione di teologi per chiarire la questione: mentre il tema era ancora in discussione ad Avignone, nel capitolo generale dell'ordine francescano di Perugia del 1322 il ministro generale Michele da Cesena (che in passato aveva osteggiato gli spirituali) appoggiò la tesi della povertà di Gesù e degli apostoli e dichiarò che sostenere tale idea non era eretico ed era pienamente conforme alla tradizione. Ma la dottrina venne ritenuta errata e condannata da papa Giovanni XXII con la bolla Cum inter nonnullos del 12 novembre 1323; con la bolla Quia quorundam il pontefice minacciò di scomunicare quanti l'avessero sostenuta.
Michele da Cesena venne convocato ad Avignone e messo agli arresti (1327), mentre Bertrand de La Tour convocò a Bologna il capitolo dell'ordine francescano per eleggere un nuovo ministro generale; il capitolo confermò Michele nella carica, ma il 26 maggio 1328 il ministro generale fuggì da Avignone e, sotto la protezione dell'imperatore Ludovico il Bavaro, si rifugiò a Pisa, dove scrisse numerosi manifesti contro il papa e a sostegno della tesi della povertà di Cristo. Giovanni XXII condannò Michele (bolla Quia vir reprobus, 16 novembre 1329) e Geraldo Ot lo sostituì alla guida dell'ordine, che condannò ed espulse Michele nel capitolo di Perpignano.
Numerosi frati si mantennero fedeli a Michele e alla sua opinione sulla povertà di Gesù e degli apostoli: presero il nome di "michelisti" o fraticelli de opinione.

### Gli osservanti

#### Origini dell'osservanza francescana
Nel 1334 Giovanni della Valle, seguace di Angelo Clareno e Gentile da Spoleto, con il permesso del ministro generale dell'ordine Geraldo Ot, si stabilì assieme a quattro compagni nel romitorio di San Bartolomeo a Brogliano (tra Foligno e Camerino), realizzando il primo tentativo di restaurare la vita francescana secondo l'ideale del fondatore.
Papa Clemente VI, con la bolla Bonorum operum del 13 dicembre 1350, approvò la forma di vita della comunità di Brogliano e concesse ai frati anche gli eremi delle Carceri, di Giano, di Monteluco e quello detto L'Eremita, presso Porcheria: queste case vennero esentate dalla giurisdizione del ministro provinciale dell'Umbria. Temendo divisioni all'interno dell'ordine, sollecitato dal legato Egidio Albornoz, con la bolla Sedes apostolica (18 agosto 1355) papa Innocenzo VI revocò le concessioni fatte alle comunità eremitiche e sciolse la famiglia.

#### Paoluccio Trinci e la riforma di Brogliano
Nel 1368 il frate Paoluccio Trinci ottenne dal ministro generale Tommaso da Frignano il permesso di riaprire l'eremo di Brogliano e di osservare la regola in tutto il suo rigore: poiché il terreno del posto era arido e roccioso, impervio e infestato da serpenti, i membri della comunità presero a indossare ai piedi zoccoli di legno, per cui i frati iniziarono ad essere indicati con il nome di "zoccolanti".
La santità personale di Paoluccio, la sua sottomissione alle autorità ecclesiastiche e la protezione politica dei suoi famigliari, signori di Foligno, permisero alla comunità di Brogliano di svilupparsi e raggiungere la stabilità e ne fecero un autorevole centro di riforma.
La riforma di Paoluccio Trinci conobbe una rapida diffusione: il 29 luglio 1373 papa Gregorio XI concesse ai suoi frati altri nove conventi in Umbria e in Sabina e l'8 giugno 1374 il ministro provinciale dell'Umbria Matteo d'Amelia cedette loro ancora tre case. Il ministro provinciale umbro nominò Paoluccio commissario per le comunità da lui riformate (1380) e il 12 febbraio 1384 gli concesse la facoltà di accettare novizi.

#### Gli sviluppi della regolare osservanza

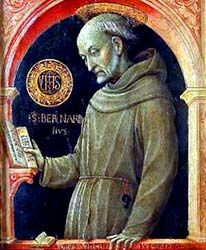
Bernardino da Siena

La riforma di Brogliano acquisì la stabilità giuridica definitiva il 13 luglio 1388, quando il titolo di commissario per Paoluccio venne approvato anche dal ministro generale Enrico Alfieri.
Le comunità osservanti sotto il commissariato di Giovanni da Stroncone salirono a trentaquattro e i frati a duecento. La fase di maggior sviluppo si ebbe con l'ingresso tra gli osservanti di grandi personalità come quelle di Bernardino da Siena, Giovanni da Capestrano, Bernardino da Feltre e Giacomo della Marca e grazie al sostegno di Alberto da Sarteano: sotto l'influsso di questi personaggi gli osservanti, pur mantenendo uno stile di vita eremitico, si aprirono agli studi e all'apostolato della predicazione.

#### L'osservanza in Francia e Spagna

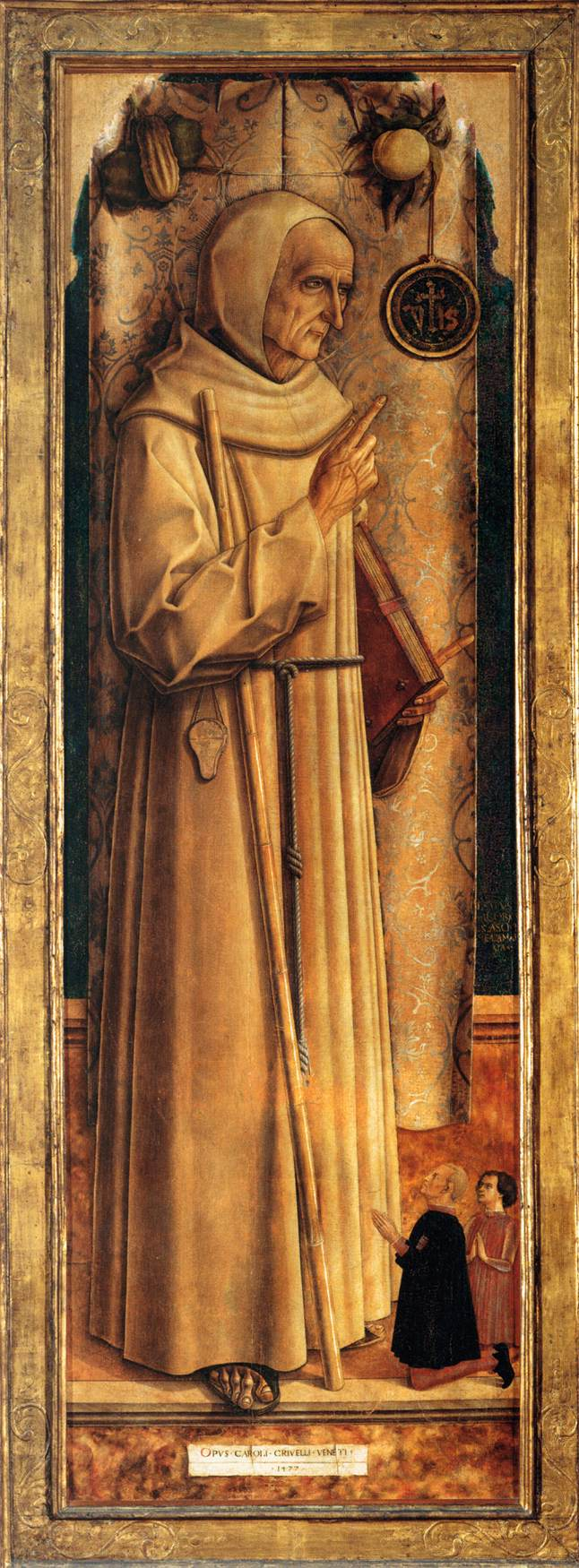
Giacomo della Marca

Contemporaneamente a quanto avveniva in Italia e nello stesso spirito ma in maniera completamente indipendente, anche in Francia e Spagna sorsero comunità fautrici del ritorno alla stretta osservanza della regola, specialmente in merito alla povertà.
Attorno al 1390 alcuni frati della provincia di Turonia diedero origine a una comunità riformata a Mirambeau-en-Poitou e la loro forma di vita venne adottata anche dai conventi di Sées, Laval, Saint-Omer, Fontenay-le-Comte e Amboise: il successo della riforma suscitò la dura reazione del ministro provinciale di Turonia ma l'antipapa Benedetto XIII, sostenitore della riforma, pose queste comunità sotto la sua diretta protezione (26 aprile 1407); l'antipapa Alessandro V revocò le concessioni fatte agli osservanti francesi, ma nel 1415 il concilio di Costanza riconobbe la loro piena autonomia all'interno dell'ordine.
In Spagna l'ordine minoritico risentì della confusione causata dallo Scisma d'Occidente: molti religiosi lasciarono i loro conventi per ritirarsi in eremi (particolare scalpore suscitarono le dimissioni del ministro provinciale di San Giacomo). Le comunità eremitiche, a istanza di Gonzalo Mariño, vennero riconosciute il 12 luglio 1388 da papa Urbano VI e provvedimenti simili vennero presi per i romitori francescani delle provincie di Castiglia e Aragona.

#### I conflitti con i conventuali
Il successo e la sempre maggiore diffusione dei frati osservanti causarono l'acuirsi dei contrasti tra loro e i francescani favorevoli a una regola addolcita (detti conventuali): il 14 aprile 1421 papa Martino V raccomandò ai frati riuniti in capitolo generale a Forlì di eleggere un nuovo ministro generale scegliendolo tra gli osservanti. Il capitolo non solo disattese l'invito, ma elesse ministro Angelo Salvetti, che minacciò di scomunicare i frati che si rifiutavano di sottomettersi ai loro padri provinciali.
Al fine di ridare unità all'ordine francescano diviso in conventuali e osservanti, nel 1430 Martino V diede ai francescani delle nuove costituzioni (dette martiniane) elaborate da Giovanni da Capestrano e con norme considerate accettabili da entrambe le parti (proibizione dell'uso del denaro, rinuncia ai beni immobili), ma il tentativo si rivelò un insuccesso. Il 27 luglio 1430 Guglielmo da Casale, nuovo ministro generale dell'ordine, ottenne dalla Santa Sede l'autorizzazione a derogare alle nuove norme sulla povertà, ma con la bolla Vinea Domini Sabaoth del 1431 papa Eugenio IV, amico di Giovanni da Capestrano, annullò la dispensa (il pontefice dovette però revocare il suo decreto l'anno successivo).
Il 22 luglio 1438 venne eletto vicario generale degli osservanti Bernardino da Siena che scelse come suo assistente Giovanni da Capestrano. Nel 1443 al ministro generale Alberto da Sarteano, favorevole agli osservanti, subentrò Antonio Rusconi, a loro ostile: tale avvicendamento fece naufragare ogni tentativo di mantenere unito l'ordine.
Con la bolla Ut sacra Ordinis Minorum religio del 23 luglio 1446 Eugenio IV concesse l'autonomia definitiva agli osservanti, anche se il loro vicario generale dopo l'elezione doveva chiedere la conferma al ministro generale. La maggiore autonomia consentì agli osservanti di diffondersi ulteriormente in altri paesi: vennero aperti nuovi conventi in Francia, Germania e Paesi Bassi; grazie al sostegno dell'imperatore Sigismondo sorsero case in Austria e Ungheria e a opera di Giovanni da Capestrano, che papa Niccolò V aveva inviato in missione in Europa centrale, gli osservanti si radicarono anche in Boemia e Polonia.
La continua diffusione degli osservanti spinse i conventuali a protestare sempre più pressantemente presso i pontefici: con la bolla Illius cuius in pace del 2 febbraio 1456 papa Callisto III diede all'ordine delle nuove costituzioni in base alle quali gli osservanti avevano facoltà di intervenire nell'elezione del ministro generale, ma solo a costui spettava il diritto di nominare il vicario generale dell'osservanza (il progetto, però, scontentava tutti e fallì). Un nuovo tentativo di ristabilire la pace tra le due fazioni venne fatto da Egidio Delfino (ministro generale dal 1500) che elaborò delle nuove costituzioni chiamate Statuta Alexandrina (approvate da papa Alessandro VI il 7 aprile 1501).
L'ultimo tentativo di pacificazione venne portato avanti da papa Giulio II, che era stato prima conventuale e poi cardinale protettore dei francescani ed era sostenitore degli osservanti, che nel 1506 convocò un capitolo generale e propose delle nuove costituzioni (gli Statuta Iuliana), respinte però dagli osservanti.

### La separazione dai conventuali

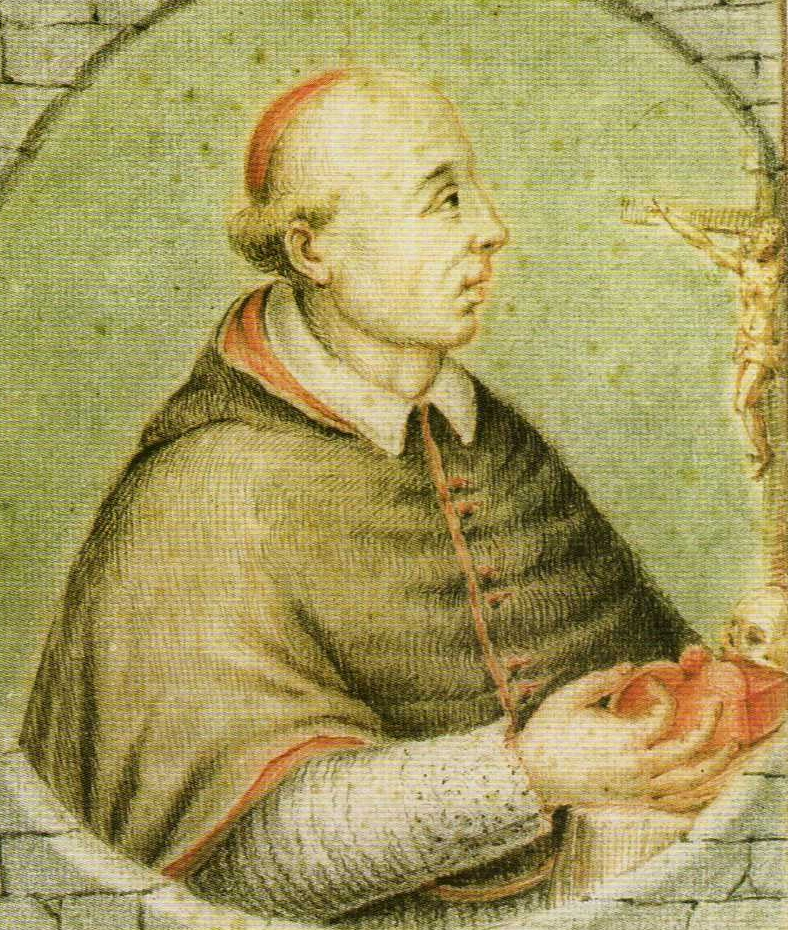
Cristoforo Numai da Forlì

Constatata l'impossibilità di mantenere unito l'ordine, nel 1517 papa Leone X convocò un nuovo capitolo generale in Santa Maria in Aracoeli a Roma e il 29 maggio 1517 promulgò la bolla Ite vos (detta anche Bulla separationis): agli osservanti veniva concesso il diritto di eleggere il proprio superiore con il titolo di "ministro generale" ed essi venivano così a separarsi, come famiglia autonoma, dai conventuali; sotto il ministro generale degli osservanti venivano riuniti altri gruppi francescani riformati (colettani, amadeiti, guadalupesi, clareni); poiché gli osservanti erano più numerosi dei conventuali, al loro ministro generale (Cristoforo Numai da Forlì) venne consegnato il sigillo dell'ordine.
Per prevenire nuove contestazioni, il 12 giugno 1517 venne emanata una bolla di concordia.
Definitivamente uniti sotto un unico ministro generale, gli osservanti restarono distinti nelle due famiglie che sino a quel momento erano rimaste tra loro indipendenti: i "Cismontani" (presenti in Italia, nei Balcani, in Austria, in Ungheria, in Polonia e nel Medio Oriente) e gli "Ultramontani" (in Germania, Inghilterra, Francia, Portogallo, Spagna e il resto del Nord Europa); gli amadeiti e i guadalupensi continuavano a godere di una certa autonomia: i primi rimasero autonomi fino agli anni '50 del '500 dopodiché furono definitivamente fusi con gli Osservanti, mentre i secondi confluirono sotto il mantello prottettivo dei Minori Conventuali.

#### Le riforme della regolare osservanza

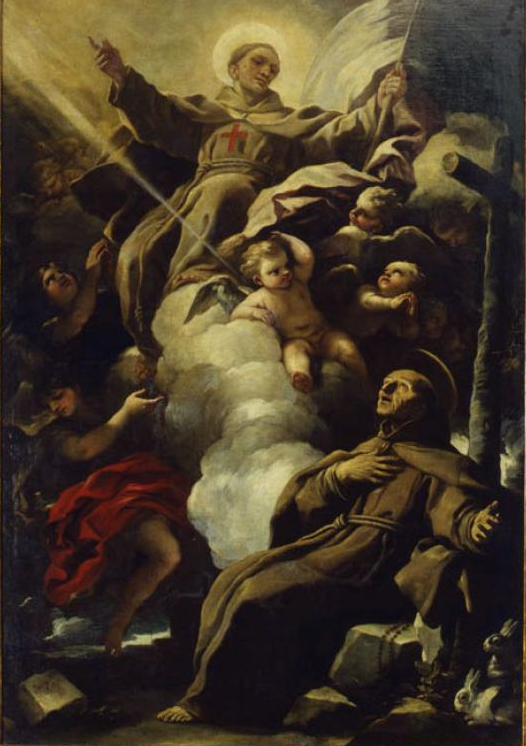
Giovanni da Capestrano e Pietro d'Alcántara: dipinto di Luca Giordano

Dopo la separazione dai conventuali anche tra gli osservanti si ebbe un certo rilassamento, che portò all'abbandono dell'originario rigore: per questo in seno all'osservanza sorsero varie riforme, la maggiore delle quali portò alla nascita dell'ordine dei frati minori cappuccini, che presto ebbe vita autonoma.
I riformati (O.F.M. Ref.) sorsero nel 1518 a opera di Stefano da Molina con Bernardino d'Asti e Francesco da Jesi. Sostenuti dal ministro generale Paolo Pirotti, vennero approvati da papa Clemente VII con la bolla In suprema del 16 novembre 1532. Oltre che in Italia, ebbero notevole diffusione in Austria, Baviera, Balcani, Polonia e Ungheria e arrivarono a eguagliare e poi a superare il numero degli osservanti propriamente detti. Tra gli esponenti più famosi dei riformati è Carlo da Sezze.
Gli scalzi o alcantarini (O.F.M. Disc. od O.F.M. Alc.), detti in origine pasqualiti dal nome dell'iniziatore, il galiziano Giovanni Pasqual, ebbero grande sviluppo grazie a Pietro d'Alcántara, che ne è considerato il fondatore: sorti all'interno dei conventuali, passarono poi sotto la giurisdizione del ministro generale degli osservanti.
I recolletti (O.F.M. Rec.), così chiamati dalle case di recollezione, cioè di ritiro, sorsero per iniziativa degli osservanti "ultramontani", che decisero di stabilire dei conventi dove i frati potessero condurre una vita più austera e contemplativa a imitazione degli scalzi; costituitisi come gruppo autonomo, vennero approvati da papa Gregorio XIII con la bolla Quum illius del 3 giugno 1579.
I gruppi riformati in origine erano organizzati come custodie ma vennero presto costituiti in provincie, entità che godevano di maggiore autonomia, con il diritto di celebrare capitoli, di avere una propria gerarchia e propri statuti e di organizzare collegi e seminari per la formazione dei membri.

### L'unione leoniana del 1897

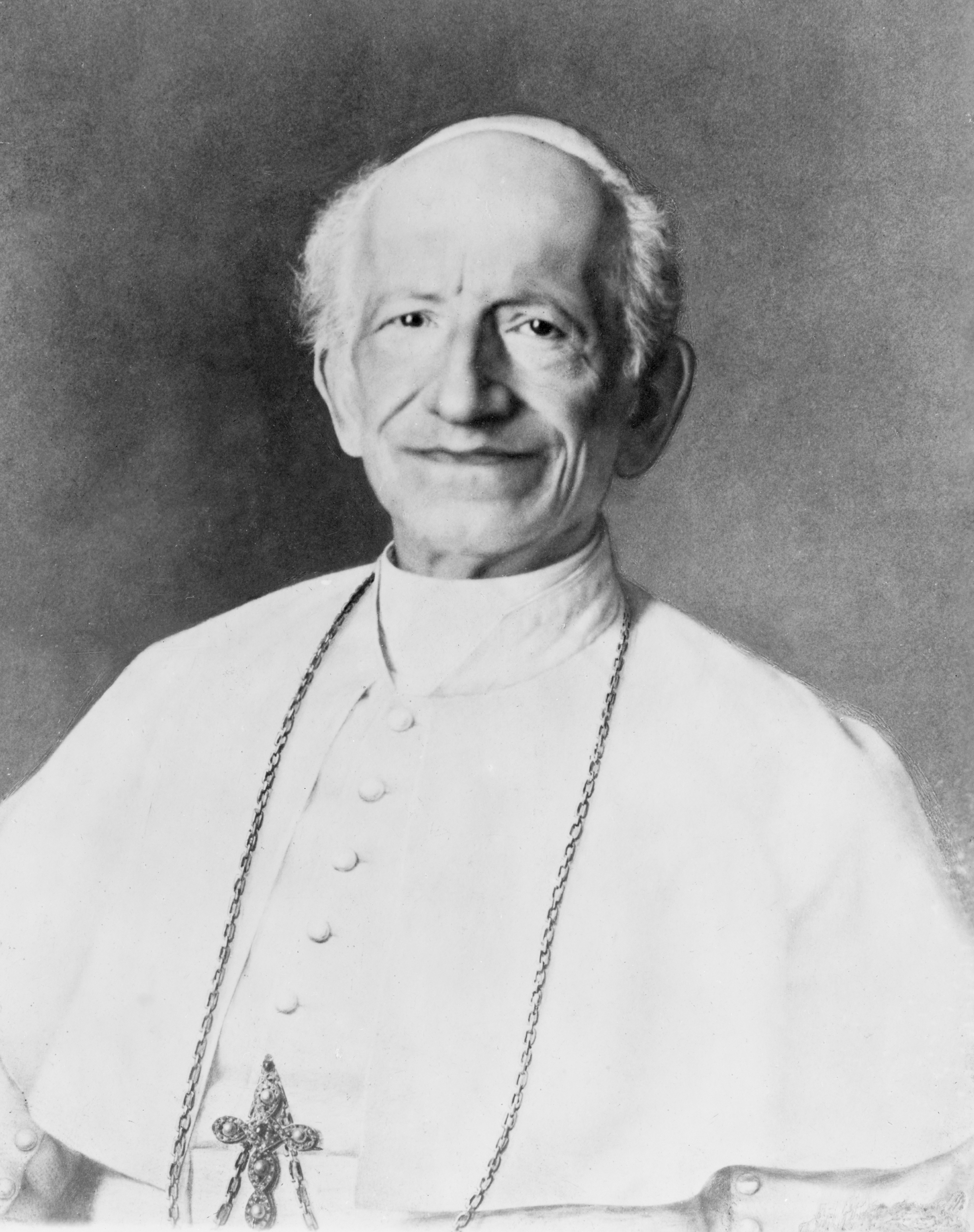
Papa Leone XIII

Le guerre, le rivoluzioni e le soppressioni dei secoli XVIII e XIX danneggiarono significativamente tutti i gruppi osservanti e resero necessaria la ristrutturazione dell'ordine: a tal fine i rappresentanti delle varie famiglie di francescani osservanti nel 1889 celebrarono un capitolo generale a Roma e approvarono delle nuove costituzioni comuni (dette Aloysiane, dal nome del ministro generale Luigi Carli).
Su invito di papa Leone XIII, nel 1895 le quattro famiglie osservanti celebrarono un nuovo capitolo in Santa Maria degli Angeli ad Assisi e deliberarono (con 100 voti favorevoli su 108 validi) la riunione dei vari gruppi in un unico istituto religioso che prese il nome di Ordine dei frati minori (senza ulteriori specificazioni). Le nuove costituzioni (dette Leoniane) vennero approvate dalla Santa Sede il 15 maggio 1897. La riunificazione fu sancita da Leone XIII con la bolla Felicitate quadam del 4 ottobre 1897.

## Struttura organizzativa dell'ordine

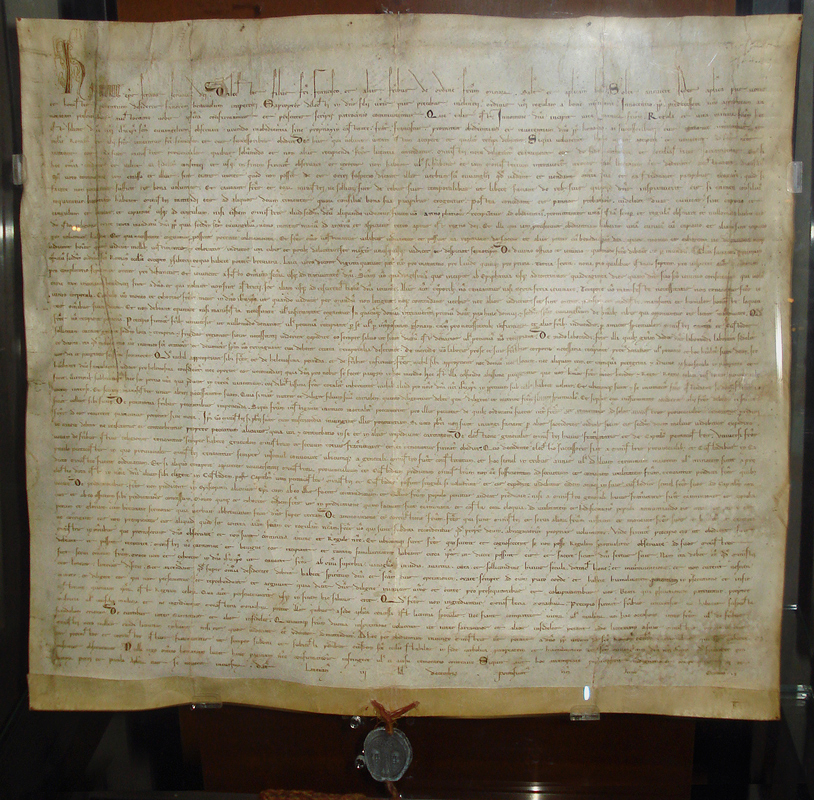
La Regola bollata del 1223, conservata al Sacro Convento di Assisi (OFM conv.)

L'ordine è diviso in province, vicarie, custodie, fondazioni missionarie e conventi.
Il governo di tutto l'ordine è affidato a un ministro generale assistito da un vicario-procuratore generale, sette definitori e vari segretari; le province sono rette da un ministro provinciale assistito da un vicario, un segretario provinciale e un numero variabile di definitori; le vicarie sono governate da vicari assistiti da un provicario e da alcuni definitori; i conventi sono retti da un guardiano assistito da un vicario e, in certi casi, da alcuni discreti. Il mandato del ministro generale e di quello provinciale è di sei anni, quello delle altre cariche è triennale. Ministri generali e provinciali e vicari sono superiori maggiori.
Nel 2021 è stato eletto ministro generale l'italiano fr. Massimo Fusarelli.
Il potere supremo dell'ordine risiede nel capitolo generale che si riunisce ogni sei anni; i capitoli provinciali e quelli delle vicarie si riuniscono triennalmente e i capitoli conventuali vengono celebrati mensilmente.
Il ministro generale dell'ordine risiede a Roma, nella curia generale presso la chiesa di Santa Maria Mediatrice. In precedenza la sua sede era presso la basilica di Santa Maria in Aracoeli, affidata ai francescani da papa Innocenzo IV nel 1250, passata agli osservanti nel 1444 e divenuta loro sede generalizia nel 1517: rimase tale fino al 1886 quando il convento venne in gran parte abbattuto per far posto al Vittoriano.

## L'abito francescano

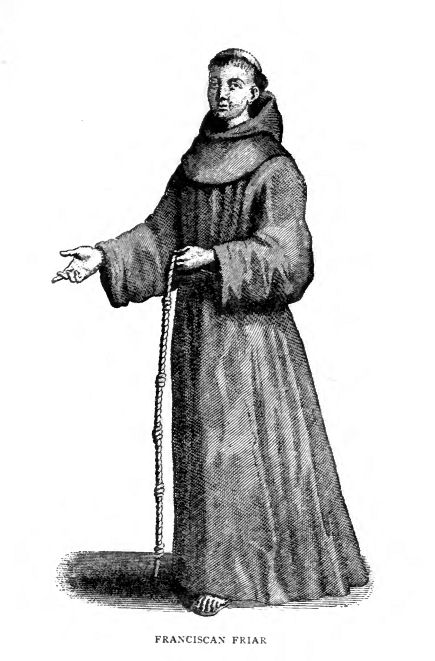
L'abito francescano in un'incisione del 1904

Fino al 1897 c'era una diversità marcata tra gli abiti dei vari gruppi di osservanti francescani, anche all'interno delle stesse famiglie: i sai variavano sia per foggia sia per colore (generalmente grigio o marrone ma, in alcuni casi, anche blu).
Dopo la riunificazione dell'ordine, il ministro generale volle che il nuovo abito fosse diverso da tutti quelli esistenti fino a quel momento, ma che fosse immediatamente riconoscibile come saio francescano: le costituzioni del 1897 davano grande spazio all'abito (24 paragrafi) e ne fornivano una descrizione dettagliata.
Benché fosse cosa certa che i frati delle origini vestissero un saio grigio cinerino, si scelse di adottare il colore marrone, sia perché era quello più diffuso tra i vari gruppi, sia perché il grigio era collegato a cose incerte e indefinite.
L'abito era costituito da saio, cappuccio e mantello di lana marrone, da un cingolo di lana bianca e da sandali aperti: al cordiglio, pendente dalla parte destra, erano praticati tre nodi e al cingolo era appesa la corona dei sette gaudi, in segno di devozione a Maria.
Le costituzioni del 1969 dedicavano un solo articolo all'abito e non prescrivevano l'uso della lana, ma nel 1987 venne ribadito l'obbligo per i membri dell'ordine di indossarlo come segno distintivo.

## Attività
Il fine dell'Ordine dei frati minori è quello di vivere il messaggio evangelico secondo il modello proposto dal fondatore e annunciarlo a ogni creatura.

### Missioni
Anche dopo la separazione dai conventuali, gli osservanti hanno continuato la vocazione francescana alla propagazione della fede cattolica nel mondo. Particolarmente significativa è stata la loro azione nell'America Latina (accanto ai gesuiti). Infatti il papa Leone X, promulgando la bolla Alias Felicis il 25 aprile 1521, assegnò primariamente ai francescani il compito di evangelizzare il nuovo mondo, stabilendo che "per la gloria del Nome divino, la conversione degli infedeli e la crescita della fede cattolica... nella parte dell’India al di là dei mari, i francescani possono liberamente predicare, battezzare, confessare e assolvere da tutti i peccati e dalle scomuniche, determinare le condizioni di matrimonio e risolvere casi di coscienza, amministrare i sacramenti della comunione e atti estremi senza che alcuna autorità, né ecclesiastica né secolare – né vescovo né arcivescovo né patriarca né alcuna persona di qualsiasi dignità quale sia – non può contraddirli o impedirli sotto pena di scomunica 'latae sententiae' e la maledizione eterna". In California, Junípero Serra e i suoi confratelli fondarono numerose missioni da cui si svilupparono città come San Francisco, Ventura (da San Buonaventura), Santa Barbara, Santa Cruz. Importante fu anche il loro apostolato in Cina e oriente dove, diversamente dai gesuiti, che si rivolgevano specialmente alle classi dirigenti, i francescani si dedicarono all'evangelizzazione della popolazione più umile.
I frati minori hanno la custodia dei luoghi santi: la Custodia di Terra Santa venne fondata nel 1217; in seguito tutte le comunità francescane di Siria e Palestina furono dissolte dai musulmani, ma nel 1333 Roberto d'Angiò e sua moglie Sancia acquistarono dal sultano alcuni luoghi santi di Gerusalemme e li affidarono ai frati. Papa Clemente VII confermò ai francescani la custodia di quei luoghi con lettera del 21 novembre 1342.
La carica di custode di Terra Santa è riservata al guardiano del monte Sion, nominato dal capitolo generale dell'ordine oppure dal ministro generale insieme al suo definitorio e confermato dalla Santa Sede. Ai frati spetta la cura dei fedeli cattolici di rito latino e direzione delle basiliche dell'Annunciazione a Nazaret, della Natività a Betlemme, del Santo Sepolcro a Gerusalemme e dei luoghi santi del Getsemani: gestiscono, inoltre, scuole, orfanotrofi e case di riposo.

### Studi e pubblicazioni
Il principale centro di studio è la pontificia Università Antonianum di Roma, fondata il 17 maggio 1933, di cui il ministro generale dell'ordine è gran cancelliere. Importanti sono anche il collegio di San Bonaventura di Grottaferrata (erede dello studio di Quaracchi e dal 2008 trasferitosi a Roma presso il convento di S. Isidoro in via degli Artisti) e quello di Madrid; lo Studio biblico francescano di Gerusalemme, fondato nel 1924, il 4 settembre 2001 è stato unito all'Antonianum come facoltà di scienze bibliche e archeologiche.
L'ordine pubblica vari periodici: gli Acta Ordinis Fratrum Minorum, bollettino ufficiale bimestrale, la cui fondazione venne decisa dal definitorio degli osservanti il 19 dicembre 1881 (contiene gli atti della Santa Sede riguardanti l'ordine e la vita religiosa, gli atti dell'ordine, le encicliche del ministro generale, relazioni sulle attività apostoliche e scientifiche dell'ordine); l'Archivium Franciscanum Historicum, periodico trimestrale fondato nel 1908 (in occasione del settimo centenario dell'ordine) e pubblicato, in origine, dallo studio di Quaracchi (contiene discussioni critiche, edizioni di documenti rari, cronache, biografie, bibliografie).

## Spiritualità

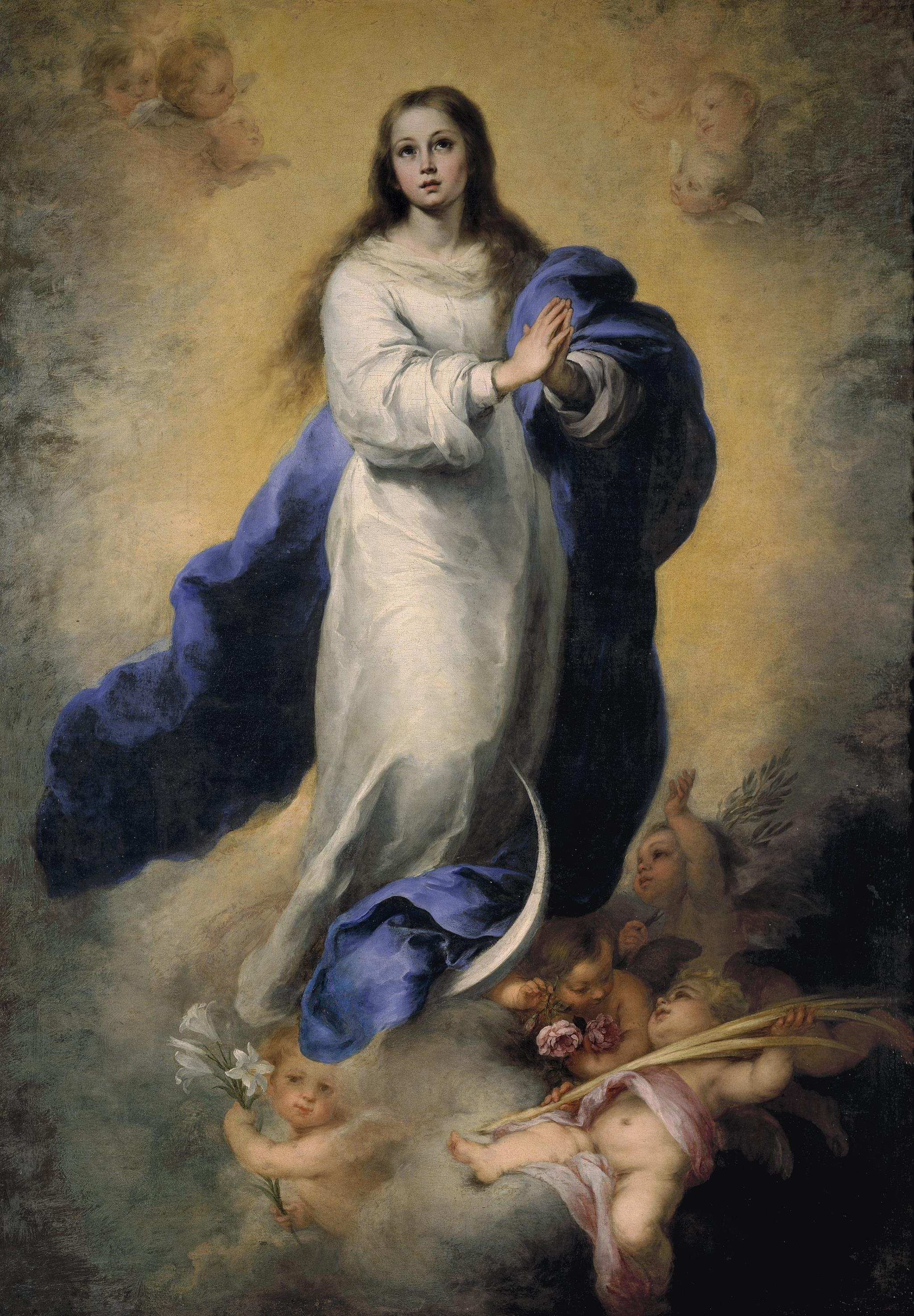
L'Immacolata, di Bartolomé Esteban Murillo

La spiritualità francescana si sintetizza nella pratica dei tre voti di religione, soprattutto dell'obbedienza sub figura corporis mortui e della povertà, sia privata sia comune, intesa come spoliazione dai beni materiali e annullamento della volontà individuale. Le caratteristiche spirituali dello stile francescano sono umiltà, semplicità, sobrietà e "perfetta letizia".
L'amore per Dio deve tradursi in carità operosa nei confronti del prossimo, sotto ogni forma di apostolato.
Le fonti letterarie principali della spiritualità francescana sono gli opuscula di Francesco d'Assisi, ovvero i suoi scritti (regole, esortazioni, lettere, lodi e preghiere): tra questi, la benedizione a frate Leone, il Laudes Domini e la lettera consolatoria a frate Leone (autografa). Tra gli scritti dei francescani delle origini vanno ricordati anche i Sermones di Antonio di Padova, I fioretti di san Francesco e l'Arbor vitae crucifixae Jesu Christi di Ubertino da Casale.

### Devozioni
La spiritualità francescana è teocentrica e cristocentrica, ma viene dato ampio risalto anche alla devozione mariana: i francescani furono i principali propagatori del culto e della dottrina dell'Immacolata Concezione, la cui festa venne approvata nel 1447 da papa Sisto IV; traendo ispirazione dalla corona dei sette dolori diffusa dai Servi di Maria, i francescani hanno propagato la devozione dei sette gaudi della Vergine (la Corona francescana), arricchita da papa Leone X di numerose indulgenze.
Tra i francescani elevati all'onore degli altari, oltre al fondatore, sono da ricordare Antonio di Padova, Bonaventura da Bagnoregio, Ludovico di Tolosa e i cinque protomartiri in Marocco; dopo la separazione dai conventuali, sono importanti i santi Bernardino da Siena, Giovanni da Capestrano e Giacomo della Marca. Particolarmente vivo è il culto degli angeli custodi e dei santi Giuseppe, Anna e Gioacchino.

## Statistiche
Si stima che nel 1762, alla vigilia delle soppressioni e degli sconvolgimenti sociali e politici del Settecento e dell'Ottocento, i frati delle varie famiglie dei minori osservanti fossero circa 76.900; nel 1897, al momento della riunificazione, l'ordine contava 14.798 membri.
Il numero dei religiosi è cresciuto fino agli anni sessanta del Novecento. Nella seguente tabella, accanto all'anno, è indicato il numero dei conventi, seguito da quello dei membri dell'ordine e da quello delle province.
| anno | conventi | frati  | province |
| ---- | -------- | ------ | -------- |
| 1924 | 1.558    | 17.799 | 100      |
| 1942 | 2.175    | 25.716 | 98       |
| 1963 | 2.743    | 27.140 | 96       |
| 1976 | 3.108    | 21.798 | 98       |

Il numero dei frati minori è negli ultimi anni in calo. La seguente tabella dà un quadro storico dell'andamento del numero dei membri dell'Ordine dei frati minori.
| anno | sacerdoti | membri | case  |
| ---- | --------- | ------ | ----- |
| 1981 | 14.229    | 20.337 | 3.159 |
| 1991 | 12.761    | 19.038 | 2.656 |
| 1995 | 12.109    | 18.067 | 2.749 |
| 2002 | 11.116    | 16.642 | 2.652 |
| 2004 | 10.786    | 16.013 | 2.653 |
| 2010 | 9.974     | 14.516 | 2.390 |
| 2011 | 9.828     | 14.247 | 2.203 |
| 2012 | 9.735     | 14.123 | 2.212 |
| 2013 | 9.588     | 14.043 | 2.168 |
| 2017 | 8.838     | 13.153 | 1.963 |
| 2019 | 8.595     | 12.660 | 2.109 |
| 2020 | 8.402     | 12.479 | 1.917 |

Alla fine del 2019 l'ordine contava 1.863 case con 12.726 religiosi, 8.771 dei quali sacerdoti.
L'Ordine dei frati minori costituisce, per numero di membri, il terzo istituto religioso maschile della Chiesa cattolica: è preceduto dalla Compagnia di Gesù (15.306 membri) e dalla Società Salesiana di San Giovanni Bosco (14.767 membri), mentre è seguito dall'Ordine dei frati minori cappuccini (10.349 membri).